# کارل لیسمونت
کارل لیسمونت (انگلیسی: Karel Lismont؛ زادهٔ ۸ march ۱۹۴۹ (۷۶ سال)) ورزشکار دو و میدانی اهل بلژیک است.
وی در مسابقات کشوری و بین‌المللی در مجموع برندهٔ ۱ مدال طلا، ۱ مدال نقره، ۳ مدال برنز شده‌است.